# Svoboda (poosebitev)
Koncept svobode so pogosto predstavljale personifikacije, pogosto ohlapno prikazane kot ženska klasična boginja. Primeri so Marianne, nacionalno poosebitev Francoske republike in njenih vrednot Liberté, Égalité, Fraternité, žensko svobodo, ki je na kovancih Združenih držav upodabljana več kot stoletje, in mnoge druge. Te izvirajo iz podob rimske boginje Libertas na starorimskih kovancih in iz različnih razvojnih dogodkov od renesanse naprej. Dutch Maiden je bila med prvimi, ki je ponovno uvedla kapo svobode (frigijska kapa) na palici svobode, ki je prikazana na številnih vrstah podob, čeprav ni uporabljala sloga frigijske kape, ki je postal konvencionalen. Kip svobode iz leta 1886 (Svoboda, ki razsvetljuje svet) Frédérica Augusta Bartholdija je znan primer v umetnosti, darilo Francije Združenim državam.

## Antični Rim
Starorimska boginja Libertas je bila med drugo punsko vojno (218 do 201 pr. n. št.) počaščena s templjem, ki ga je na Aventinskem griču v Rimu postavil oče Tiberija Grakha. Publij Klodij Pulher je leta 58 pr. n. št. na mestu hiše Marka Tulija Cicera, potem ko je bila porušena, zgradil njen tempelj v izrazito politični potezi. Ko je na hrbtni strani kovancev upodobljena kot stoječa figura, običajno drži v rokah, vendar nikoli ne nosi, pileus, mehko kapo, ki je simbolizirala podelitev svobode nekdanjim sužnjem. Nosi tudi palico, ki je bila del obreda za manumisijo. V 18. stoletju se je pileus zaradi napačnega razumevanja oblike antikvarjev spremenil v podobno frigijsko kapo, ki so jo na drogu nosile angleško govoreče figure svobode, nato pa so jo nosile Marianne in druge poosebitve iz 19. stoletja, kot kapo svobode.
Libertas je bila pomembna pod Rimsko republiko in jo je cesarstvo nekoliko neprijetno sprejelo; ni veljala za prirojeno pravico, ampak kot podeljeno nekaterim po rimskem pravu. Njen atribut pileus se je pojavil na marčevskem kovancu morilcev Julija Cezarja, branilcev rimske republike, med dvema bodaloma z napisom EID MAR (Eidibus Martiis – na marčne ide).

## Zgodnje novoveško obdobje
Srednjeveške republike, večinoma v Italiji, so zelo cenile svojo svobodo in pogosto uporabljajo to besedo, vendar ustvarjajo zelo malo neposrednih poosebitev. Ena izjema, ki prikazuje samo kapo svobode med bodali, kopijo kovancev morilcev Julija Cezarja, prikazano na medalji, ki jo je izklesal Lorenzino de' Medici v spomin na njegov atentat na svojega bratranca Alessandra de' Medici, vojvodo Firenc leta 1547. Liberty je predstavljena v knjigah z emblemi, običajno s svojo kapo; najbolj priljubljena, Iconologia Cesareja Ripe, je v izdaji iz leta 1611 prikazovala kapo, ki jo drži na palici.
Z vzponom nacionalizma in novih držav so številne nacionalistične poosebitve vključevale močan element svobode, kar je morda doseglo vrhunec v Kipu svobode. Dolga pesnitev Liberty Škota Jamesa Thomsona (1734) je dolg monolog, ki ga govori »Boginja svobode«, »označena kot britanska svoboda«, ki opisuje njena potovanja skozi starodavni svet, nato pa angleško in britansko zgodovino, preden resolucija Slavne revolucije iz leta 1688 potrjuje njen položaj tam. Thomson je napisal tudi besedilo za Rule Britannia in obe poosebitvi sta bili pogosto združeni kot poosebitev British Liberty.
Velik spomenik, ki se je prvotno imenoval »Steber britanske svobode«, zdaj običajno le »Steber svobode«, je v 1750-ih na svojem posestvu Gibside zunaj Newcastle-on-Tyne začel graditi izjemno premožni Sir George Bowes, kar je odraz njegovega Whig. politika. Sam spomenik, postavljen na vrhu strmega hriba, je višji od Nelsonovega stebra v Londonu, na vrhu pa je bronasta ženska figura, prvotno pozlačena, ki na palici nosi kapo svobode. Na drugih podobah je prevzela sedečo obliko, ki je že zelo poznana iz britanskega bakrenega kovanca, kjer se je Britannia prvič pojavila leta 1672, s ščitom, vendar nosi kapo na palici kot drog svobode, namesto njenega običajnega trizoba.
V času pred ameriško vojno za neodvisnost je bila ta združena figura Britanie/Svobode privlačna za ameriške koloniste, ki so se zavzemali za vse britanske državljanske pravice, in od leta 1770 so jo nekateri ameriški časopisi sprejeli za svoj kolofon. Ko je izbruhnila vojna, je element Britanie hitro izginil, vendar je Liberty klasičnega videza še vedno privlačila in je bila zdaj včasih samo označena kot "Amerika". V 1790-ih se je kot splošno ime za to figuro pojavilo Columbia, ki je bila v literaturi včasih prisotna že nekaj desetletij. Njen položaj je utrdila priljubljena pesem Hail, Columbia (1798).
V času francoske revolucije je bil sodoben tip podob že dobro uveljavljen in francoska figura je od leta 1792 dobila ime Marianne. Za razliko od svojih predhodnic je običajno nosila kapo svobode na glavi, namesto da bi jo nosila na palici ali sulici. Leta 1793 je bila stolnica Notre Dame de Paris spremenjena v tempelj razuma in boginja svobode je za kratek čas zamenjala Devico Marijo na več oltarjih.
Veliki francoski pečat, ki je veljal za uradne kopije zakonodaje, je imel od leta 1792 Mariano s frigijsko kapo svobode, dokler je naslednje leto ni nadomestil Herkul po Jacquesu-Louisu Davidu. Stoječa svoboda s fascijem in kapo na drogu je bila na pečatu Napoleonovega francoskega konzulata, preden jo je nadomestila njegova glava. Liberty se je vrnila na pečat s Francosko drugo republiko leta 1848, sredi simbolov kmetijstva in industrije, ki jih je zasnoval Jacques-Jean Barre. V naročju nosi obraze, zdaj nosi krono z žarki s sedmimi konicami ali žarki in se naslanja na krmilo. Po propadu z drugim francoskim cesarstvom je različico modela iz leta 1848 uporabljala Tretja francoska republika in naslednje republike do danes. Krono z žarki, ki v antiki nikoli ni bila uporabljena za Libertas (ampak za boga sonca Sol Invictus in nekatere kasnejše cesarje), je Frédéric Auguste Bartholdi prevzel za Kip svobode. Ta je bil zasnovan v 1860-ih v času druge francoske republike, ko svobode ni bilo več na pečatu ali v francoski uradni ikonografiji. Krmilo Velikega pečata je bila še ena izvirna izposoja iz klasične ikonografije. V rimski umetnosti je bil (imenovan gubernaculum) običajen atribut Fortune ali "Gospe Sreče", ki je predstavljal njen nadzor nad spremenljivo usodo življenja.
Poleg takšnih dostojanstvenih upodobitev so se vse te figure zelo pogosto pojavile v političnih karikaturah, ki so v tem obdobju postajale izjemno priljubljene v vseh zadevnih državah. Napoleonske vojne so povzročile poseben izliv karikatur na vseh straneh.
V 19. stoletju so to podobo prevzele različne narodne poosebitve, nekatere so nosile kapo svobode.  Dutch Maiden, ki jo spremlja Leo Belgicus, je postala uradni simbol Batavske republike, ustanovljene po francoski okupaciji Nizozemske.

## Upodobitve v ZDA
V Združenih državah je Svoboda pogosto upodobljena s peterokrakimi zvezdami, kot so prikazane na ameriški zastavi, ki se običajno držijo v dvignjeni roki. Druga roka lahko drži meč, obrnjen navzdol. Američanom znane upodobitve vključujejo naslednje:
- Kip svobode (Svoboda, ki razsvetljuje svet), njene replike in njena upodobitev na številnih poštnih znamkah ZDA.
- Veliko apoenov ameriških kovancev je upodabljalo Svobodo tako v stranskem pogledu doprsja kot v polni postavi; tudi Liberty dolar, Seated Liberty dolar, Liberty dime, Walking Liberty pol dolarja, Indian Head cent, Morganov dolar, Silver Eagle, Gold Eagle, American Innovation dolar in druge.
- Zastavi zveznih držav New York in New Jersey (skupaj z različnimi znaki in predmeti v javni lasti, ki nosijo pečat New Jerseyja)
- Na kupoli ameriškega Kapitola kot svoboda
- Na kupoli Georgia State Capitol kot Miss Freedom
- Na kupoli kapitola zvezne države Teksas
- Na kupoli sodišča okrožja Allen v Fort Waynu v Indiani
- Na kupoli kapitola zvezne države Wisconsin kot Wisconsin
- Na kupoli okrožnega sodišča Bergen v Hackensacku v New Jerseyju [13]
- Na vrhu spomenika zmage v Yorktownu na bojišču Yorktown blizu Yorktowna v Virginiji
- Na valuti Unije in Konfederacije

V zgodnjih desetletjih 20. stoletja je Liberty večinoma izpodrinil Columbio, ki je bila v 19. stoletju pogosto uporabljena kot nacionalna poosebitev ZDA.
- Boginja svobode je upodobljena na kovancu Združenih držav Amerike z visokim reliefom dvojnega orla (20 dolarjev), ki ga je oblikoval Augustus Saint-Gaudens..
- Sprednja stran ameriškega zlatega orla, zlatega kovanca v sedanji proizvodnji, ki ga je oblikoval Saint-Gaudens
- Sprednja stran Ameriškega srebrnega orla, srebrnika v trenutni proizvodnji, po načrtu Adolpha A. Weinmana
- Mlada svoboda s krilato kapico na sprednji strani kovanca Winged Liberty Head, ki je postal (napačno) znan kot Mercury dime, oblikoval ga je Weinman in je bil izdan v ZDA med letoma 1916 in 1945.
- Liberty upodobljen s frigijsko kapo na sprednji strani Morganovega srebrnega dolarja, ki ga je oblikoval George T. Morgan